# Dilhan Eryurt
Dilhan Eryurt (29 novembre 1926 - 13 septembre 2012) était une astrophysicienne turque. 
Astronome spécialisée en astrophysique, elle a apporté une contribution majeure à la recherche scientifique sur la formation et l'évolution du Soleil ainsi que d'autres étoiles de la séquence principale. 
Elle travaille pour la NASA de 1961 à 1973. Elle a également créé le Département d'astrophysique de l'Université technique du Moyen-Orient  (METU). Elle a été doyenne de la Faculté des sciences et de la littérature du METU de 1988 à 1993. 

## Jeunesse
Elle est née le 29 novembre 1926 à Izmir, en Turquie. Son père était Abidin Ege, qui était membre de la Grande Assemblée nationale de Turquie pour la province de Denizli en 1944. 
Peu de temps après l'arrivée de son père à Izmir, sa famille déménage à Istanbul, puis à Ankara quelques années plus tard. Après avoir terminé ses études primaires à Ankara, elle continue au lycée de jeunes filles d'Ankara, où elle montre un intérêt particulier pour les mathématiques. Pour cette raison, après avoir obtenu son diplôme d'études secondaires, elle s'inscrit au Département de mathématiques et d'astronomie de l'Université d'Istanbul. 

## Carrière professionnelle
Après avoir obtenu son diplôme de l'Université d'Istanbul, en 1947, Eryurt travaille comme assistant honoraire pour Tevfik Oktay Kabakçıoğlu pendant deux ans. Elle est alors chargée d'ouvrir un département d'astronomie à l'Université d'Ankara. Elle continue ses études supérieures à l'Université du Michigan jusqu'à obtenir son doctorat au Département d'astrophysique de l'Université d'Ankara en 1953. Elle devient alors professeure agrégée du même département. 
En 1959, elle part au Canada grâce à une bourse de l'Agence internationale de l'énergie atomique, où elle travaille avec Alastair GW Cameron. Elle part ensuite aux États-Unis et travaille pour la Soroptimist Federation of America  à l'Université de l'Indiana, et sur l'identification des modèles stellaires à l'observatoire Goethe Link, en collaboration avec Marshall Wrubel. Après cette expérience, Eryurt est embauchée au Goddard Institute for Space Studies de la NASA. Avec Alastair GW Cameron, elle travaille sur l'évolution du soleil. Pendant cette période, elle est alors la seule femme astronome travaillant à l'institution.  
Son travail à l'Institut Goddard a révélé certains faits sur le Soleil qui n'étaient pas compris jusque-là. La théorie existante selon laquelle la luminosité du Soleil était beaucoup plus faible lors de sa formation, il y a 4,5 milliards d'années, était à l'étude. Ses recherches ont révélé que le Soleil était en réalité beaucoup plus lumineux et plus chaud dans le passé et a diminué à son niveau actuel. Travaux qui ont ensuite aidé à l'élaboration des vols spatiaux. En 1969 elle reçoit le reçoit le prix Apollo Achievement Award  pour son travail contribuant à la réalisation du premier atterrissage de la mission Apollo 11 sur la lune et à l'exploration lunaire, en fournissant aux ingénieurs de la NASA des informations cruciales pour la modélisation de l'impact du soleil sur l'environnement lunaire.   
En 1968, elle organise le premier Congrès national d'astronomie en Turquie, avec le soutien du Conseil de recherche scientifique et technologique de Turquie (TÜBİTAK). 
Entre 1969 et 1973, Eryurt a poursuivi ses travaux à la NASA avant de retourner au Département de physique de l'Université technique du Moyen-Orient où elle fonde la section d'astrophysique. En 1977, elle reçoit le TÜBİTAK Science Award,. En 1988, elle est présidente du département de physique pendant six mois, puis doyenne de la Faculté des sciences et lettres pendant cinq ans. Eryurt prend sa retraite en 1993, après une carrière distinguée, accomplie et dévouée à l'astrophysique. 
Le 20 juillet 2020, elle est honorée d'un Google Doodle pour commémorer le 51e anniversaire de l'alunissage de Neil Armstrong et Buzz Aldrin pendant Apollo 11.

## Mort
Elle décède d'une crise cardiaque le 13 septembre 2012. 